# Candy Jonesová
Candy Jonesová, rodným jménem Jessica Arline Wilcox, (31. prosince 1925 Wilkes-Barre – 18. ledna 1990 New York) byla americká modelka, spisovatelka a rozhlasová moderátorka.

## Životopis

### Mládí a začátek kariéry
Narodila se 31. prosince 1925 ve městě Wilkes-Barre v Pensylvánii, avšak vyrůstala v Atlantic City v New Jersey. V dětství ji její rodiče často fyzicky týrali a prý byla i sexuálně zneužívána, z čehož si nesla po celý život psychické následky.
Po absolvování střední školy si změnila jméno na Candy Jonesovou a začala pracovat jako modelka. Během 2. světové války byla jednou z předních pin-up girl a během jediného měsíce se dokonce objevila na 11 obálkách různých časopisů.
Dne 4. července 1946 se provdala za podnikatele Harryho Conovera a dál se věnovala modelingu. Měli spolu tři syny, ale v roce 1959 se nechala rozvést, jelikož její manžel na dlouhou dobu zmizel a sebral jí většinu peněz. Po rozvodu tak začala žít s minimem peněz a velkými dluhy. To jí přivedlo k práci pro rádio NBC, kde se také setkala s mnoha známými z turné z druhé světové války.

### Práce pro CIA
Postupně se však přes známosti stala zaměstnankyní Ústřední zpravodajské služby (CIA) a později začala pracovat jako kontrolní agent Dr. Gilberta Jensena. 
Jelikož byla Candy v dětství týrána a odloučena od ostatních, vymyslela si imaginární osobu jménem „Arlene“, kterou nosila stále v hlavě. Toho se Dr. Jensen pokusil zneužít a začal na ní spolu s ostatními kolegy provádět různé hypnotické pokusy pro vojenské účely. Candy s pokusy však souhlasila, jelikož měla málo peněz a chtěla aby se jejím synům dostalo lepšího vzdělání na nákladnějších školách. Tento tajný projekt CIA na ovládání mysli byl nazván jako „MKULTRA“ a byl spuštěn v roce 1960. Díky tomuto projektu byla také posílána i na vzdálená místa jako např. Tchaj-wan či jižní Vietnam.
Dne 31. prosince 1972 se provdala na rozhlasového moderátora Longa Johna Nebela, se kterým se znala už mnoho let. Její manžel si jako první začal všímat jejího podivného chování a záchvatů agrese. Jednou v noci se ho Candy dokonce pokusila zabít, jenže žádné ze svých náhlých změn nálad a záchvatů si však nepamatovala.
Nebel se jí za pomocí doktorů také pokusil zhypnotizovat a přišel na to, co jí prováděli když pracovala pro CIA a odhalil i její imaginární „Arlene“, kterou se kdysi v CIA pokoušeli upravit.
Při Candyině hypnóze byly všechny poznatky zaznamenány, což však CIA ihned označila za falešné a za Nebelův podvod. I podle několika psychiatrů prý Candy také údajně trpěla „syndromem falešné paměti“.

### Pozdější život a smrt
Po smrti svého manžela v roce 1978 začala žít na Manhattanu a 18. ledna 1990 zemřela na rakovinu ve věku 64 let.